# 座談會

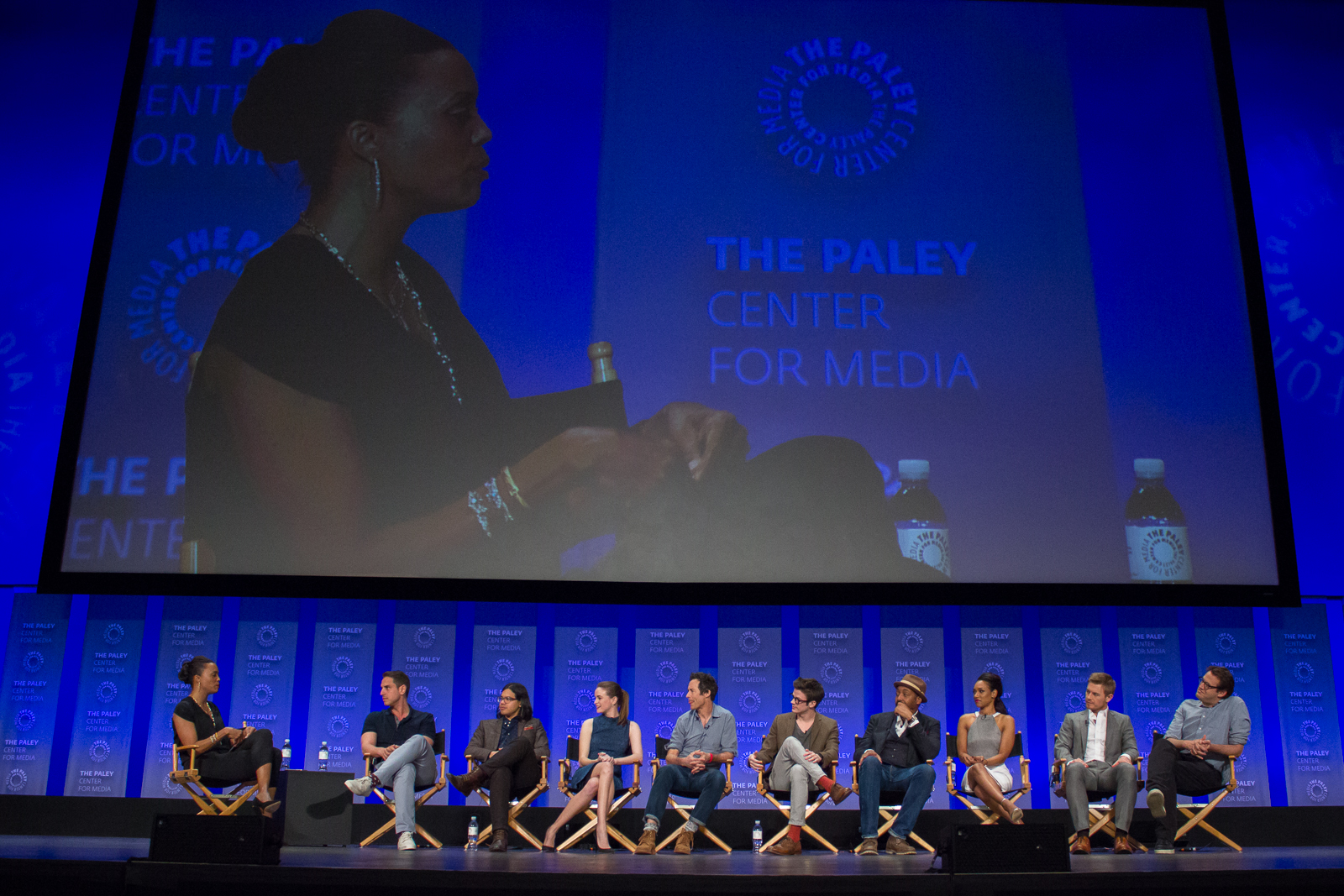
2015年PaleyFest上闪电侠演員之間的座談會

座談會是一群人坐在观众面前讨论相關主題的內容，這些主題通常以科学、商业以及學術等內容為主。座談會上會有一名主持人，他負責引領讨论的方向，有时還會讓观众提問。 